# The Catch
Se denomina "The Catch" (en español "La Atrapada" o  "La Recepción") a la que se considera mejor jugada que realizó el quarterback de los San Francisco 49ers, Joe Montana, en toda su carrera deportiva dentro del fútbol americano profesional de la National Football League, lanzando un pase a Dwight Clark el 10 de enero de 1982 contra los Dallas Cowboys, dándoles la victoria en el Partido de Campeonato de la NFC por marcador de 27-28 para pasar al partido de campeonato, el o la Super Bowl XVI. "The Catch" es normalmente catalogada como una de las jugadas más memorables en la historia de la NFL de los Estados Unidos. En la jugada donde venían de atrás iniciando desde su propia yarda 11, comenzaron la ofensiva con el marcador en contra de 27-21 a 58 segundos de finalizar el último cuarto, Joe Montana logró completar el pase a pesar de tener a 3 defensivos secundarios de Dallas a muy corta distancia, sin poder ver a sus receptores, Montana engaña tratando primero de enviar un pase por encima de sus oponentes y los hace saltar tomando tiempo para que Clark regrese y se aleje de su marcación, permitiendo lanzar a profundidad. El salto de Clark permite ver como estira al máximo y atrapa el ovoide apenas con la punta de sus dedos. Difícilmente un defensivo podría haber bloqueado tal jugada según los analistas.
Datos del Partido:
- Marcador Final: San Francisco 49ers 28-27 Dallas Cowboys
- Fecha: 10 de enero de 1982
- Estadio: Candlestick Park
- Lugar:  San Francisco, California.

La jugada aparecería en todos los diarios americanos y en la Revista Sports Illustrated a la semana siguiente
Siendo Joe Montana considerado por muchos, por esta y otras jugadas, como El mejor quarterback de todos los tiempos por su inteligencia, rapidez, agilidad, valor y decisiones acertadas en situaciones bajo presión.. Se retiró en 1994 jugando para los Kansas City Chiefs y su número 16 fue retirado como acto simbólico en homenaje a sus grandes aportaciones al equipo con el que ganó sus 4 superbowls, los San Francisco 49ers.